# Stirling Mortlock
Stirling Austin Mortlock (Sydney, 20 maggio 1977) è un ex rugbista a 15 australiano, utility back dei Brumbies di Canberra e dei Melbourne Rebels, internazionale per l'Australia di cui è stato capitano in 29 occasioni. Fino al 2012 deteneva il record di punti nel Super Rugby (1.019 a tutta l'edizione 2010); con 489 punti marcati a livello internazionale a tutto il 2009, è il quinto miglior realizzatore internazionale della storia degli Wallabies.

## Biografia
Studente a Parramatta alla King's School, Mortlock iniziò la pratica rugbistica giovanile presso il Lindfield e, successivamente, presso il Gordon, che fu anche il suo club per lungo tempo.
Nel 1996 scese in campo per la prima volta con l'Australia U-19 e un anno più tardi fece parte della Nazionale U-21, oltre a essere aggregato agli Wallabies, per i quali tuttavia non scese in campo.
Nel 1998 entrò da professionista nella franchise dei Brumbies di Canberra, imponendosi come un tre quarti prolifico e raggiungendo una media di circa 100 punti a stagione nei primi tre campionati del Super 12, e laureandosi miglior marcatore del torneo 2000.
Con gli Wallabies esordì nel giugno 2000 a Brisbane nel primo di due incontri con l'Argentina, nel ruolo di tre quarti ala: nel secondo incontro con i Pumas, a Canberra, realizzò 22 punti, che permisero all'Australia di vincere 32-25; la performance d'eccezione giunse alla sua terza partita in assoluto, il Mandela Challenge Plate 2000 di Melbourne contro gli Springbok: due mete, altrettante trasformazioni e cinque calci piazzati per un totale di 29 punti, che diedero all'Australia la vittoria per 44-23 e grazie ai quali Mortlock divenne l'australiano più rapido a raggiungere i 50 punti internazionali; un mese più tardi, a Wellington contro gli All Blacks, al termine di una partita vinta 24-23, divenne anche il più veloce a raggiungere 100 punti, al suo sesto incontro assoluto.
Nel 2001 Mortlock si laureò per la prima volta campione del Super Rugby con i Brumbies, anche se non poté prender parte alla finale contro gli Sharks, a causa di un infortunio alla spalla occorsogli la settimana prima in semifinale, nel realizzare una meta contro i Reds; a causa di tale infortunio perse anche tutto il resto della stagione, e rientrò in Nazionale solo nel giugno 2002.
Il C.T. australiano Eddie Jones decise di schierare Mortlock nella posizione di tre quarti centro in occasione della Coppa del Mondo di rugby 2003 disputatasi proprio in Australia: dopo una serie di prove non convincenti della Nazionale di casa in corso di torneo, l'esplosione avvenne nella semifinale contro la Nuova Zelanda, e a sbloccare il risultato fu proprio Mortlock che, dopo soli 10 minuti di gioco, si rese autore di un intercetto e di una spettacolare fuga di 80 metri che si concluse oltre la linea di meta degli All Blacks e che diede all'Australia la vittoria per 22-10 e la finale, nella quale trovò l'Inghilterra che si impose all'ultimo minuto dei tempi supplementari grazie a un drop di Jonny Wilkinson.
Il 2004 vide i Brumbies imporsi di nuovo nel Super 12, e nell'occasione Mortlock fu il miglior realizzatore di mete di tale edizione del torneo, con 10; nel 2006 fu designato per la prima volta capitano della Nazionale, carica che assunse in pianta stabile un anno più tardi a pari merito con Phil Waugh; da capitano partecipò quindi alla Coppa del Mondo di rugby 2007 in Francia, nella quale l'Australia fu eliminata ai quarti di finale, come quattro anni prima di nuovo a opera dell'Inghilterra.
Nel 2008 Mortlock rifiutò alcune offerte di club britannici e francesi per rimanere nel Super 14 e non perdere la possibilità di giocare in Nazionale, e continuò negli Wallabies fino all'agosto 2009: durante un incontro del Tri Nations contro il Sudafrica, il suo 80º, si infortunò a un ginocchio e durante la riabilitazione, si recò in Giappone per valutare la possibilità di trovare un club dove proseguire la carriera una volta terminata la sua attività internazionale; la cosa fu letta dall'Australian Rugby Union come l'ammissione da parte di Mortlock dei suoi dubbi di poter giungere fino alla Coppa del Mondo di rugby 2011, e il C.T. Robbie Deans decise di affidare a Rocky Elsom la fascia di capitano in occasione del tour europeo di fine anno.
Quello dell'agosto 2009 rimane a tutt'oggi il più recente match internazionale di Mortlock, che nella sua carriera negli Wallabies ha segnato 489 punti (29 mete, 61 trasformazioni e 74 calci piazzati), attestandosi al 2010 al quarto posto assoluto in tale classifica dopo Michael Lynagh (911), Matt Burke (878) e Matt Giteau (615).
Dopo il Super 14 2010, inoltre, Mortlock ha deciso il trasferimento di club: nonostante l'interessamento da parte di alcuni club francesi, è rimasto in Australia al fine di mantenere intatte le possibilità di giocare la Coppa del Mondo di rugby 2011 in Nuova Zelanda e ha firmato un contratto per tre stagioni, a partire dal 2011, per la franchise di nuova formazione dei Melbourne Rebels; i termini economici dell'accordo non sono stati tuttavia resi noti. Mortlock ha giocato due stagioni con i Rebels ritirandosi al termine della stagione 2012.

## Palmarès
- Super Rugby: 2
Brumbies: 2001, 2004.